# Баландино (Новосокольнический район)
Баландино — деревня в Новосокольническом районе Псковской области России. Входит в состав Насвинской волости.

## География
Расположена на южном побережье озера Ходшо (Баландино), в 69 км к северо-западу от города Новосокольники и в 5 км к юго-западу от волостного центра, деревни Вяз.

## Население
| 2001 | 2002 | 2010 |
| ---- | ---- | ---- |
| 29   | ↘28  | ↘20  |

Численность населения деревни по оценке на начало 2001 года составляла 29 человек.